# 特利亚辛
特利亚辛，是西班牙阿拉贡自治区韦斯卡省的一个市镇。总面积90平方公里，总人口226人（2018年），人口密度3人/平方公里。